# ایکس (فیلم ۲۰۲۲)
ایکس (به انگلیسی: X) فیلمی اسلشر به نویسندگی، کارگردانی، تهیه‌کنندگی و تدوین تی وست از سال ۲۰۲۲ است. میا گاث، جنا اورتگا، مارتین هندرسون، بریتنی اسنو، اوون کمپبل، استفان اوره و اسکات مسکودی در این فیلم به ایفای نقش پرداخته‌اند. داستانِ این فیلم یک بازیگر زن و گروه فیلم‌برداریِ او را دنبال می‌کند که برای ساختن یک فیلم پورنو در ملک یک زوج مسن در روستایی در تگزاس گرد هم می‌آیند، اما توسط یک قاتلِ ناخوشایند تهدید می‌شوند.
ایکس در نیوزلند فیلم‌برداری شد و تولید آن عمدتاً در فوردل انجام شد. موسیقی آن توسط تایلر بیتس و چلسی ولف ساخته شده‌است. این فیلم نخستین نمایش جهانی خود را در جنوب از جنوب غربی در ۱۳ مارس ۲۰۲۲ داشت و در ۱۸ مارس توسط ای ۲۴ در ایالات متحده اکران شد. ایکس به‌طور کلی نقدهای مثبتی دریافت کرد و منتقدان به ادای دین آن به فیلم‌های اسلشر قرن بیستم، به ویژه کشتار با اره‌برقی در تگزاس در سال ۱۹۷۴ اشاره کردند و از نقش‌آفرینی گاث، اِسنو و اورتگا تمجید شده‌است.
ایکس نخستین فیلم از مجموعه‌فیلمی به همین نام است، که با فیلم پیش‌درآمد پرل برای معرفیِ شخصیت شرور عنوان ادامه داده می‌شود که در ۱۶ سپتامبر ۲۰۲۲ منتشر شد؛ دنباله‌ای بر ایکس با عنوان ماکسین قرار است در ۵ ژوئیه ۲۰۲۴ اکران شود.

## داستان
در سال ۱۹۷۹، افسران پلیس به یک مزرعه متروک در روستایی تگزاس می‌رسند و اجساد متعددی را می‌بینند که در کیسه‌هایی پیچیده شده‌اند. آنها وارد کشاورزخانه می‌شوند و چیزی تکان‌دهنده در زیرزمین پیدا می‌کنند.
۲۴ ساعت پیش، ماکسین مینکس یک بازیگر مشتاق به پورنوگرافی، به همراه دوست‌پسر تهیه‌کننده‌اش وِین و بازیگران دیگر بابی-لین و جکسون هول همراه با کارگردان آرجی و دوست‌دخترش لورین سفری جاده‌ای را از طریق تگزاس آغاز می‌کنند تا یک فیلم پورنو را برای سینمای پررونقِ پورنوگرافی فیلم‌برداری کنند.
بابی-لین و جکسون رابطه‌ای عاشقانه را به وجود می‌آورند، در حالی که لورین از محتوای فیلم و تلاش‌های دوست‌پسر تهیه‌کننده‌اش آرجی برای جلوه‌دادن آن به عنوان یک اثر سینماییِ جدی تحت تأثیر قرار نمی‌گیرد. گروه به مزرعه هاوارد و پِرل می‌رسند، زوجی سالخورده که گروه قصد دارند فیلم دختران کشاورز را در مهمان‌خانهٔ آن‌ها فیلم‌برداری کنند. هاوارد نسبت به گروه خوی رفتار می‌کند، در حالی که پرل بی‌صدا یک تفنگِ ساچمه‌ای را به دست گرفته و ماکسین را تعقیب می‌کند. با شروعِ فیلم‌برداری بدون اطلاع هاوارد، ماکسین توسط پرل به خانهٔ این زوج دعوت می‌شود، جایی که با هم گفتگو می‌کنند. پرل از سن بالای خود ابراز تاسف و نسبت به جوانیِ ماکسین ابراز حسادت می‌کند و به او پیش‌روی می‌کند. او بعداً مخفیانه رویدادی جنسی بین ماکسین و جکسون را مشاهده می‌کند و برانگیخته می‌شود. پرل از همسرش هاوارد التماس می‌کند که با او رابطه جنسی داشته باشد اما او قبول نمی‌کند و ادعا می‌کند قلبش خیلی ضعیف است.
شب فرا می‌رسد و گروهِ فیلم‌برداری در خانهٔ خود مستقر در کشاورزخانه استراحت می‌کند. لورین که مایل است شهرت خود را به عنوان یک آدم مغرور و شیفتهٔ فیلم از بین ببرد، درخواست می‌کند تا در فیلم‌برداری شرکت کند که باعث ناراحتی آرجی می‌شود. در نهایت، آرجی موافقت می‌کند که صحنه‌ای را بین لورین و جکسون فیلم‌برداری کند، اما به دلیل این خیانت به قدری عصبانی می‌شود که سعی می‌کند در حالی که بقیه خوابند، آنجا را ترک کند. با این حال او توسط پرل متوقف می‌شود، که تلاش می‌کند او را اغوا کند. اما وقتی پرل با جواب منفیِ آرجی روبرو می‌شود، او را با چاقو می‌کشد. لورین و وین متوجه گم‌شدن آرجی می‌شوند و به جستجوی او می‌روند. وین متعاقباً در انبار توسط پرل با چنگک کشته می‌شود. لورین توسط هاوارد به خانه این زوج دعوت می‌شود که ادعا می‌کند پرل گم شده‌است و از لورین می‌خواهد که یک چراغ‌قوه را از زیرزمین بیرون بیاورد. زمانی که لورین این کار را انجام می‌دهد، جسد پوسیدهٔ یک مرد گم‌شده را کشف می‌کند و سعی می‌کند فرار کند، اما متوجه می‌شود که در آنجا قفل شده‌است.
هاوارد به مهمانخانه نزدیک می‌شود و از جکسون می‌خواهد که به او کمک کند تا پرل را پیدا کند. جکسون پیش از اینکه هاوارد به او شلیک کند، یک ماشین غوطه‌ور را در یک حوض پیدا می‌کند و نشان می‌دهد که در تمایلات خشونت‌آمیز پرل شریک است. در همین حین، پرل وارد مهمان‌خانه می‌شود و برهنه به سوی تخت ماکسین می‌رود. ماکسین بیدار می‌شود و جیغ می‌زند و بابی لین شاهد فرار پرل از خانه است. در خانهٔ مزرعه، لورین از یک دریچه برای شکستن پانل در زیرزمین استفاده می‌کند، اما هاوارد به او ضربه می‌زند و انگشتش را می‌شکند و به زور پشتش را داخل می‌کند. بابی لین به دنبال پرل در بیرون به دریاچه‌ای در نزدیکی می‌رود و سعی می‌کند او را از آب دور کند. پرل با عصبانیت بابی لین را به فاحشه‌بودن متهم می‌کند و سپس او را به دریاچه هل می‌دهد، تا تمساحش تِدا، او را ببلعد.
ماکسین می‌بیند که پرل و هاوارد به مهمان‌خانه برگشته‌اند و زیر تخت پنهان می‌شود. زوج مسن پیش از رابطهٔ جنسی در مورد قتل صحبت می‌کنند. ماکسین موفق می‌شود به سمت وَن فرار کند، جایی که جسد آرجی را پیدا می‌کند اما کلیدها گم شده‌اند. او با یک تپانچه از جعبهٔ دستکش، وارد خانهٔ مزرعه می‌شود و لورین را آزاد می‌کند که با عصبانیت ماکسین را به خاطر اتفاقی که افتاده سرزنش می‌کند. لورین وحشت می‌کند و از در جلو می‌دود، اما هاوارد او را به ضرب گلوله می‌کشد. در حالی که هاوارد و پرل شروع به جابجایی اجساد می‌کنند و قصد دارند خدمه را به عنوان متجاوزان قاب کنند، یک سکته قلبی به هاوارد دست داده و او می‌میرد. ماکسین کلیدهای کامیون هاوارد و پرل را پس می‌گیرد و سعی می‌کند به پرل شلیک کند، اما متوجه می‌شود که تپانچه او خالی شده‌است. پرل سعی می‌کند به ماکسین شلیک کند، اما پس از یک شلیکِ ناموفق، با نیروی ناشی از تفنگ ساچمه‌ای به بیرون از خانه پرتاب می‌شود و لگنش می‌شکند.
پرلِ مجروح که اکنون بیرون دراز کشیده‌است از ماکسین درخواست کمک می‌کند. ماکسین امتناع می‌کند و در حالی که مورد سرزنش پرل قرار می‌گیرد، با ماشینش سر او را زیر چرخ له می‌کند و از مزرعه دور می‌شود. صبح روز بعد پلیس برای بیرون‌آوردن اجساد وارد خانه می‌شود. مشخص می‌شود که ماکسین دختر یک واعظ بنیادگرای مسیحی است که سخنرانی‌هایش اغلب در تلویزیون پرل و هاوارد پخش می‌شدند. پلیس دوربینِ آرجی را کشف می‌کند و در مورد آنچه که در آن وجود دارد حدس می‌زند.

## بازیگران

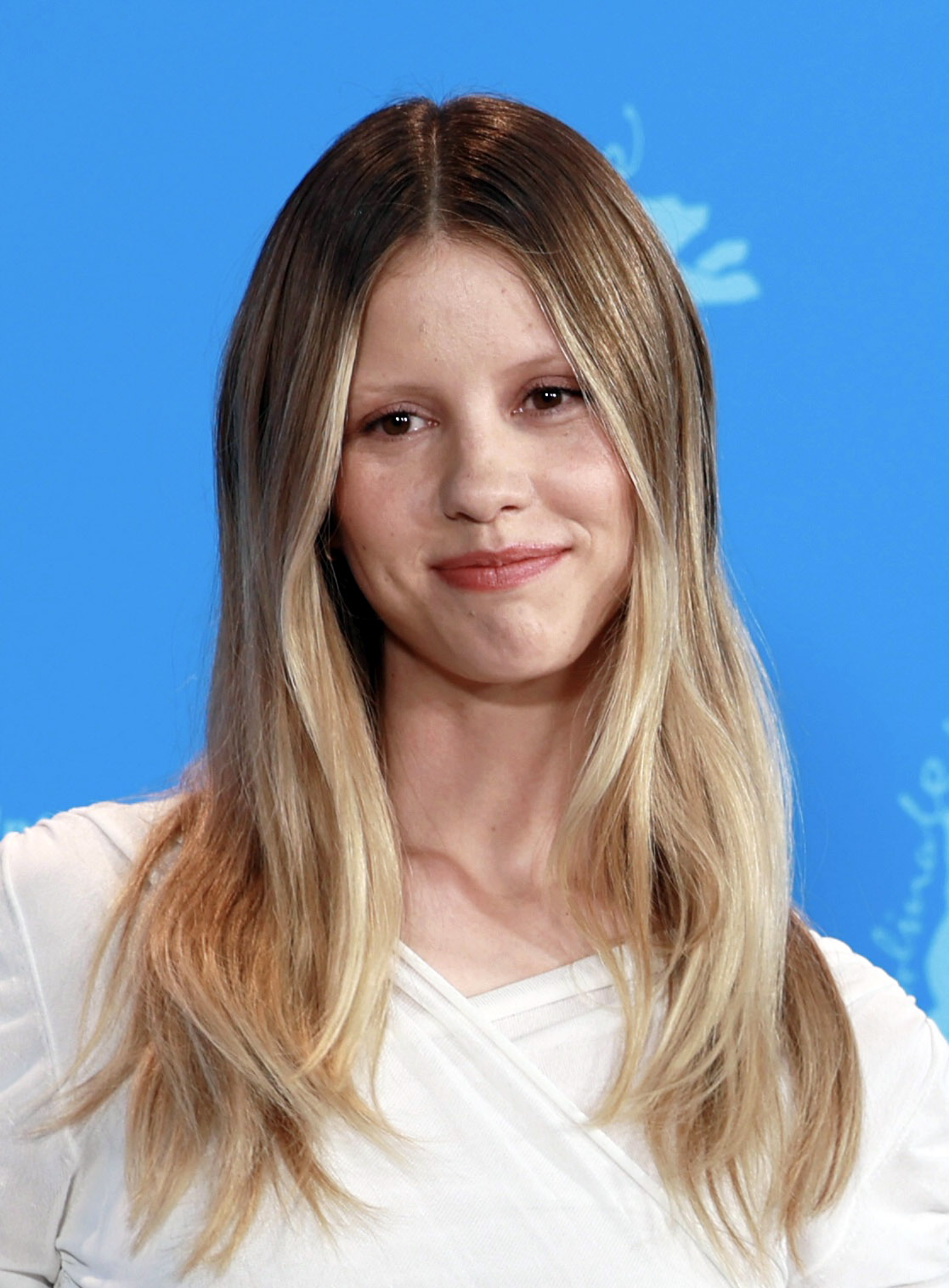
میا گاث در این فیلم در دو نقش ماکسین و پرل ظاهر می‌شود.

- میا گاث در نقش‌های ماکسین مینکس و پرل[۵][۶]
- جنا اورتگا در نقش لورین[۷][۸]
- بریتنی اسنو در نقش بابی-لین[۷][۸]
- اسکات مسکودی در نقش جکسون هول[۷][۸][۹]
- مارتین هندرسون در نقش وین گیلروی[۷][۸][۱۰]
- اوون کمپبل در نقش آر جی نیکولز[۷][۸][۱۰]
- استیون اوره در نقش هاوارد[۷][۸]

علاوه بر این، جیمز گیلین در نقش کلانتر دنتلر ظاهر می‌شود.

## مضامین و تأثیرات
نیت روسکو از فانگوریا در مقاله‌ای دربارهٔ این فیلم نوشت که ایکس نمونه‌ای از برداشتی مدرن از زیرژانر ترسناک روانی است که در آن زنان سالخورده شخصیت‌های ترسناک و خشن را به تصویر می‌کشند. روسکو همچنین خاطرنشان می‌کند که موضوع اصلی فیلم حول محور پیری، جوانی و حسرت گذشته‌است. «در حال ربودن اطلاعات از تاریک‌ترین حفره‌های هنر و استثمار، رابطه بین زیبایی، پیری و ارزش شخصی به‌طور آشکار در معماری ایکس رخ می‌دهد. او همچنین بیان کرد که پرل، قهرمان داستان - به شیوه‌ای دلسوزانه، نوشته شده‌است و «هیچ‌کس نمی‌تواند برای این شخصیت غم‌انگیز متأسف نشود.»
منتقدان به تأثیر چندین فیلم بر روی ایکس اشاره کردند، و تعداد متعددی ادای دین به فیلم ۱۹۷۴ کشتار با اره‌برقی در تگزاس را مشاهده و تمجیل کردند. فیلم‌های دیگری که توسط منتقدان به‌عنوان تأثیرگذار بر ایکس ذکر شده‌اند عبارتند از روانی (۱۹۶۰)، هاردکور (۱۹۷۹)، درخشش، تمساح (هر دو ۱۹۸۰)، و شب‌های عیاشی (۱۹۹۷). ریچارد روپر نوشت که ایکس همچنین حاوی «پژواک» فیلم‌های مستهجن مانند فیلم آبی (۱۹۶۹) و دبی به دالاس می‌رود (۱۹۷۸) است.

## تولید
در نوامبر ۲۰۲۰، اعلام شد که ای ۲۴ فیلمی ترسناک با عنوان ایکس را تولید خواهد کرد که توسط تی وست کارگردانی می‌شود و میا گاث، اسکات مسکودی و جنا اورتگا در آن حضور دارند. در فوریه ۲۰۲۱، بریتنی اسنو به بازیگران پیوست.
تصویربرداری اصلی از ۱۶ فوریه تا ۱۶ مارس ۲۰۲۱ در جزیره شمالی نیوزیلند انجام شد.
تعدادی از صحنه‌ها در شهر وانگانوی و اطراف آن فیلم‌برداری شده‌است. تولید عمدتاً در مزرعه‌ای در شهرک فوردل بود، جایی که انبار بزرگی به عنوان بخشی از تولید ساخته شد. عکاسی همچنین در نزدیکی شهر بولز انجام شد، جایی که تولیدکنندگان از یک تالار شهر قدیمی استفاده کردند.

### جلوه‌های ویژه
گاث برای به تصویر کشیدن پرل سالخورده آرایش مصنوعی گسترده‌ای انجام داد. گاث در توصیف تجربه‌اش گفت: «۱۰ ساعتِ تمام روی صندلی گریم بودم، و بعد می‌رفتم و یک روز ۱۲ ساعته سر صحنه فیلم‌برداری می‌کردم و آرایشگر، سارا روبانو، که خارق‌العاده بود، مدام می‌رفت و مرا گریم می‌کرد و مطمئن می‌شد که همه چیز مثل لنزهای چشم و غیره به درستی انجام شده‌است.»
صحنه‌ای که در آن پرل به گردنِ آرجی ضربه می‌زند، شامل استفاده از یک چاقوی نگهدارنده قابل جمع‌شدن، یک گردنِ مصنوعی با شکافی در آن و لوله‌ای برای عبور خونِ مصنوعی از شکاف بود. اثر بریدن سر آرجی با استفاده از یک سر ساختگیِ مشابه، با یک بدلکار و یک طبقه کاذب انجام شد. بدلکار به پشت دراز کشیده و سر و شانه‌هایش زیر کف کاذب قرار گرفته و توسط یک پروتز بالاتنه پنهان شد. سپس بازیگر در طول فیلم‌برداری صحنه، بدن خود را تکان داد، که وقتی با سر ساختگی بی‌جسم جفت می‌شود، این توهم را ایجاد می‌کند که بدن آرجی پس از مرگ همچنان به لرزش خود ادامه می‌دهد. برای صحنه‌ای که در آن پرل با چنگک به چشمان وین ضربه می‌زند، یک بالاتنه و سَر ساختگی از وین توسط میمیک اِف‌ایکس استودیوز مستقر در هلند ساخته شد.

## موسیقی
موسیقی متن فیلم توسط تایلر بیتس و چلسی ولف ساخته شده‌است، و دارای نسخه کاور «آره، آره، ماری» است که توسط ولف اجرا شده و به عنوان یک تک آهنگ دیجیتال در ۱۱ مارس ۲۰۲۲ منتشر شد.
علاوه بر موسیقی بیتس و ولف، این فیلم شامل تعدادی آهنگ از دهه ۱۹۶۰ و ۱۹۷۰ از جمله «در فصل تابستان» اثر مونگو جری، «طبیعی رفتار کن» از لورتا لین، و «(نترس) فرشته مرگ» توسط بلو اویستر کالت می‌باشد. علاوه بر این، یکی از صحنه‌های فیلم شامل جکسون (اسکات مسکودی) و بابی لین (بریتنی اسنو) است که آهنگ «زمین‌لغزش» توسط فلیتوود مک را اجرا می‌کنند که اولی گیتار آکوستیک می‌نوازد و دومی آواز می‌خواند.
همهٔ ترانه‌ها توسط تایلر بیتس و چلسی ولف (به جز موارد ذکر شده) نوشته شده‌است.
| شماره | نام                             | نویسنده(ها)                        | یادداشت‌ها          | مدت  |
| ----- | ------------------------------- | ---------------------------------- | ------------------ | ---- |
| ۱.    | «خدای من»                       |                                    |                    | ۲:۱۰ |
| ۲.    | «ماکسین با پرل ملاقات می‌کند»    |                                    |                    | ۱:۱۹ |
| ۳.    | «تِدا»                           |                                    |                    | ۲:۳۶ |
| ۴.    | «لالاییِ پرل»                    |                                    |                    | ۱:۳۱ |
| ۵.    | «بالاخره لعنتی»                 |                                    |                    | ۱:۱۴ |
| ۶.    | «تسخیر پرل»                     |                                    |                    | ۱:۲۰ |
| ۷.    | «عروسک‌ها»                       |                                    |                    | ۳:۰۰ |
| ۸.    | «پمپاژ گاز»                     |                                    |                    | ۰:۲۰ |
| ۹.    | «راز ما»                        |                                    |                    | ۳:۰۸ |
| ۱۰.   | «از تلفنت استفاده‌کن»            |                                    |                    | ۰:۵۲ |
| ۱۱.   | «ما در این مورد صحبت کرده‌بودیم» |                                    |                    | ۲:۰۷ |
| ۱۲.   | «دختر خوب»                      |                                    |                    | ۱:۳۴ |
| ۱۳.   | «چراغ‌های جلو»                   |                                    |                    | ۴:۲۱ |
| ۱۴.   | «ببخشید که مزاحم شدم»           |                                    |                    | ۲:۳۸ |
| ۱۵.   | «انبار»                         |                                    |                    | ۱:۰۶ |
| ۱۶.   | «چی شده عزیزم؟»                 |                                    |                    | ۱:۱۳ |
| ۱۷.   | «من زمانی جوان بودم»            |                                    |                    | ۳:۰۵ |
| ۱۸.   | «بهم بگو که استثنایی هستم»      |                                    |                    | ۳:۵۹ |
| ۱۹.   | «ماکسین تفنگ را می‌گیرد»         |                                    |                    | ۴:۱۱ |
| ۲۰.   | «آره، آره، ماری»                | فرِد فیشر آلفرد برایان جوزف مک‌کارتی | آواز توسط چلسی ولف | ۶:۱۵ |
| ۲۱.   | «دخترانمان را به خانه بیاورید»  |                                    |                    | ۱:۰۰ |

## انتشار
ایکس نخستین بار در جشنواره جنوب از جنوب غربی در ۱۳ مارس ۲۰۲۲ به نمایش درآمد این فیلم در ۱۸ مارس ۲۰۲۲ در ایالات متحده اکران شد.

### رسانه خانگی
ایکس در ۱۴ آوریل ۲۰۲۲ در خدمات ویدئو به‌درخواست (از جمله اپل تی‌وی، پرایم ویدئو، گوگل پلی و یوتیوب) و در ۲۴ مهٔ ۲۰۲۲ توسط لاینزگیت در قالب‌های بلوری و دی‌وی‌دی منتشر شد.

## بازخورد

### فروش گیشه
ایکس در ایالات متحده و کانادا ۱۱٫۸ میلیون دلار و در سایر مناطق جهان ۳٫۳ میلیون دلار به دست آورد که مجموعاً ۱۵٫۱ میلیون دلار در سراسر جهان در مقابل بودجهٔ ۱ میلیون دلاری را نشان می‌دهد.
در ایالات متحده و کانادا، ایکس در کنار جوجوتسو کایسن ۰، یک دست لباس و اوما اکران شد و پیش‌بینی می‌شد در آخر هفته افتتاحیه آن ۲ تا ۵ میلیون دلار بفروشد. این فیلم در افتتاحیه آخر هفته ۴٫۳ میلیون دلاری از ۲۸۶۵ سینما به دست آورد و چهارم شد. مردان در طول افتتاحیه آن ۵۵ درصد تماشاگران را تشکیل می‌دادند که ۷۳ درصد از فروش بلیت‌ها را افراد بین ۱۸ تا ۳۴ سال تشکیل می‌دادند. تفکیک قومی مخاطبان نشان داد که ۵۰٪ سفیدپوست، ۲۲٪ اسپانیایی‌تبار و آمریکای لاتین، ۱۲٪ آمریکایی آفریقایی‌تبار، و ۱۶٪ آسیایی یا دیگران بودند. این فیلم در دومین آخر هفته اکرانش ۲٫۲ میلیون دلار و در سومین آخر هفته ۱ میلیون دلار فروش داشت. در سومین اکران آخر هفته با ۱۱۵۸۹۰ دلار (افت ۸۹ درصدی) از ده فیلم گیشه خارج شد.

### پاسخ انتقادی
در وبگاه جمع‌آوری نقد راتن تومیتوز، ٪۹۴ از ۲۲۲ بررسی منتقدان مثبت است و میانگینِ امتیاز آن ۷٫۷/۱۰ است. اجماع این وبگاه چنین می‌نویسد: «ایکس به‌عنوان چرخشی جدید بر فرمول فیلم‌های کلاسیکِ اسلشر، نقطه‌ای را مشخص می‌کند که تی وست به طرز قابل‌توجهی به ریشه‌های ترسناکِ خود بازمی‌گردد.» این فیلم در متاکریتیک که از میانگین وزنی استفاده می‌کند، بر اساس نظر ۳۵ منتقدین امتیاز ۷۹ از ۱۰۰ را کسب کرده که نشان‌گر «نقدهای عموماً مطلوب» است. ۶۸ درصد از تماشاگرانی که توسط پست‌تراک نظرسنجی شدند امتیاز مثبت به این فیلم دادند و ۴۵ درصد گفتند که قطعاً آن را توصیه می‌کنند.
اوون گلیبرمن از ورایتی با مروری بر فیلم آن را «ادای احترامی عمدی، دوست‌داشتنی و دقیق» به کشتار با اره‌برقی در تگزاس (۱۹۷۴) خواند و همچنین آنرا «یک اِسلوموشن سواری محورانه و سرگرم‌کنندهٔ وحشت که شوک‌های خود را به همراه دارد» توصیف کرد و گفت که «فیلم به این واقعیت مربوط می‌شود که شیاطین در اینجا نمونه‌های باستانی بشریت هستند که در واقع لمسی از انسانیت دارند». جان دیفور از هالیوود ریپورتر بازیگران فیلم را ستود و خاطرنشان کرد: «به نظر می‌رسد پیش از شروع غم و اندوه (و حتی در اواسط اکشن)، وست واقعاً درد جوانی جبران‌ناپذیر را در نظر می‌گیرد و برای کسانی احساس می‌کند که در سال‌های پایانیِ خود درگیر این مسئله شده‌اند». تاد گیلکریست ای. وی. کلاب به فیلم نمره «B-» در مقیاس «A+» تا «F» داد و نوشت که «فیلم چیزی را بررسی می‌کند که در آن جوانیِ دیگران احساس شده و تأثیر سن و پیری را در خودمان نشان می‌دهد [...] بدون اینکه بدانیم چگونه با آن مقاومت کنیم یا به آن پاسخ دهیم» و آن را «سرگرم‌کننده و خونین» نامید. ابی اولسسه، که برای RogerEbert.com می‌نویسد، به فیلم امتیاز ۳ از ۴ ستاره داد و در نقد خود چنین نوشت: «ایکس فیلمی بسیار سرگرم‌کننده است؛ همچنین به نظر می‌رسد یک چیز کوچک است که به راحتی می‌تواند خیلی بیشتر باشد».
پس از اکران، دیوید سیمز از آتلانتیک این فیلم را «یک فیلم کالت کلاسیکِ مدرن» خواند و آن را با کشتار با اره‌برقی در تگزاس (۱۹۷۴) مقایسه کرد، که احساس می‌کرد حتی در مقایسه با ایکس از نظر خلاقانه شکست خورده‌است. ریچارد روپر از شیکاگو سان-تایمز به این فیلم امتیازِ ۳٫۵ از ۴ ستاره داد و آن را از آن دسته فیلم‌هایی خواند که «در لحظاتِ خاصی از آن متنفر می‌شوید و سپس به خون‌پاشی‌ها می‌خندید» و در ادامه نوشت: «این پیچ‌وتابِ جدیدی در فیلم‌های کلاسیکِ اسلشر است که هوشمندانه، عجیب و به طرز خارق‌العاده‌ای نوشته شده‌است». ای.او. اسکات، در نقد فیلم برای نیویورک تایمز، نوشت که ایکس «از نشان‌دادن تماشاگری جنسی خجالتی نیست. هیچ چیز عجیب‌وغریبی در مورد خونریزی وجود ندارد [...] وست، برخلاف پورنوگرافیست‌هایش، چیزهایی برای گفتن و همچنین بدن‌هایی را برای نمایش‌دادن دارد. بیشتر از همه، او یک زیبایی‌شناسی را عرضه می‌کند که همه‌چیز در مورد وحشت یا تیتراژ نیست. ایکس پر از نماهای رؤیایی و آزاردهنده و لحظاتی از لطافتِ غافلگیرکننده است».

### جایزه‌ها و نامزدی‌ها
| جایزه                            | تاریخ مراسم    | رده                                           | دریافت‌کننده                                                | نتیجه    | منبع   |
| -------------------------------- | -------------- | --------------------------------------------- | ---------------------------------------------------------- | -------- | ------ |
| جایزه سینمایی و تلویزیونی ام‌تی‌وی | ۵ ژوئن ۲۰۲۲    | جایزه سینمایی ام‌تی‌وی برای بهترین اجرای ترسناک | میا گاث                                                    | نامزدشده | [ ۴۳ ] |
| انجمن منتقدان هالیوود            | ۱ ژوئیه ۲۰۲۲   | بهترین بازیگر زن                              | میا گاث                                                    | نامزدشده | [ ۴۴ ] |
| انجمن منتقدان هالیوود            | ۱ ژوئیه ۲۰۲۲   | بهترین فیلم ترسناک                            | ایکس                                                       | نامزدشده | [ ۴۴ ] |
| انجمن منتقدان هالیوود            | ۱ ژوئیه ۲۰۲۲   | بهترین فیلم مستقل                             | ایکس                                                       | نامزدشده | [ ۴۴ ] |
| جوایز ساترن                      | ۲۵ اکتبر ۲۰۲۲  | جایزه ساترن بهترین فیلم ترسناک                | ایکس                                                       | نامزدشده | [ ۴۵ ] |
| جایزه موسیقی هالیوود             | ۱۶ نوامبر ۲۰۲۲ | بهترین نظارت موسیقی - فیلم                    | جو راج                                                     | نامزدشده | [ ۴۶ ] |
| انجمن منتقدان فیلم تگزاس شمالی   | ۱۸ دسامبر ۲۰۲۲ | بهترین تازه‌وارد                               | جنا اورتگا                                                 | نامزدشده | [ ۴۷ ] |
| جوایز سانست سیرکل                | ۲۹ نوامبر ۲۰۲۲ | بهترین بازیگر زن                              | میا گاث (همچنین نامزد برای پرل)                            | نامزدشده | [ ۴۸ ] |
| جوایز سانست سیرکل                | ۲۹ نوامبر ۲۰۲۲ | بهترین فیلم ترسناک                            | ایکس                                                       | برنده    | [ ۴۸ ] |
| جوایز سانست سیرکل                | ۲۹ نوامبر ۲۰۲۲ | پنج کارگردان آتشین                            | تی وست(همچنین نامزد برای پرل)                              | نامزدشده | [ ۴۸ ] |
| انجمن منتقدان فیلم بوستون        | ۱۱ دسامبر ۲۰۲۲ | بهترین فیلمبرداری                             | الیوت راکت (همچنین برای پرل)                               | برنده    | [ ۴۹ ] |
| انجمن منتقدان فیلم سنت لوئیس     | ۱۸ دسامبر ۲۰۲۲ | بهترین فیلم ترسناک                            | ایکس                                                       | نامزدشده | [ ۵۰ ] |
| انجمن منتقدان فیلم آستین         | ۱۰ ژانویه ۲۰۲۳ | جایزه هنرمند برتر                             | جنا اورتگا (همچنین نامزد برای فال‌اوت، جیغ و استودیوی ۶۶۶)  | برنده    | [ ۵۱ ] |
| انجمن منتقدان فیلم سیاتل         | ۱۷ ژانویه ۲۰۲۳ | بهترین شرور                                   | پرل (به‌تصویر کشیده‌شده توسط میا گاث)(همچنین نامزد برای پرل) | نامزدشده | [ ۵۲ ] |
| انجمن منتقدان هالیوود            | ۲۴ فوریه ۲۰۲۳  | بهترین فیلم ترسناک                            | ایکس                                                       | نامزدشده | [ ۵۳ ] |

## فیلم‌های مرتبط
در مارس ۲۰۲۲، فاش شد که یک فیلم پیش‌درآمد با عنوان پرل پشت سر هم با فیلم اول فیلم‌برداری شده‌است. تصویربرداری فیلم به نویسندگی و کارگردانی تی وست، در نیوزلند انجام شد و پس از اعلام رسمی در مرحلهٔ پس‌تولید بود، که گاث نقش خود را به‌عنوان پرلِ جوان‌تر تکرار می‌کند. ای۲۴ این پروژه را تولید کرد که جاکوب جافکه، هریسون کریس و کوین تورن به عنوان تهیه‌کننده و وست، گاث، مسکودی و سام لوینسون به عنوان تهیه‌کننده اجرایی فعالیت کردند. همچنین یک پیش‌نمایش مخفیانه در صحنه پس از تیتراژ ایکس برای نسخه‌های آمریکای شمالی نشان داده شد. پرل در ۱۶ سپتامبر ۲۰۲۲ حدود شش ماه پس از ایکس در ایالات متحده منتشر شد.
قسمت سوم این سری با عنوان ماکسین (انگلیسی: MaXXXine) اندکی پیش از انتشار پرل اعلام شد، و گزارش شد که بر روی شخصیتِ ماکسین در لس آنجلسِ دههٔ ۱۹۸۰، پس از وقایع به‌تصویرکشیده‌شده در ایکس، تمرکز دارد.